# Trumpchi
Trumpchi (Chinois: 广汽传祺; pinyin: Guǎngqì Chuánqí) est une marque automobile appartenant au constructeur automobile chinois GAC Group,. Elle a été lancée en décembre 2010. La marque Trumpchi est exploitée sur le marché intérieur chinois tandis qu'elle est rebaptisée GAC sur les marchés étrangers.
En français, Trumpchi signifie Bonne fortune ou Légende.

## Histoire
GAC a commencé la construction d'usines pour produire des véhicules pour une nouvelle marque en 2008. Le premier modèle Trumpchi à entrer en production, la Trumpchi GA5, un modèle de berline intermédiaire à quatre portes basé sur la plate-forme de l'Alfa Romeo 166, est entré en production en septembre 2010. Les 500 premières berlines Trumpchi produites ont été livrées au comité d'organisation des Jeux asiatiques de 2010 en octobre 2010.
La berline Trumpchi a été officiellement dévoilée au public à Auto Guangzhou en décembre 2010  et la comercialisation a commencé le même mois. Le Trumpchi GS5, un SUV basé sur la même plate-forme a été lancé en mars 2012,.
La berline compacte Trumpchi GA3 a été dévoilée au Salon de l'auto de Shanghai en avril 2013,.

## Modèles

### Modèles actuels

#### Berlines
- Empow (2021-présent), berline sport compacte

#### Monospace
- M6/M6 Pro (2018-présent), monospace compact
- M7 (à venir), monospace [10]
- E8 (à venir), monospace PHEV  [11]
- GM8/M8 (2017-présent), monospace
  - E9 (2023-présent), monospace, variante PHEV du M8

#### SUV
- GS3 (2017-présent), SUV compact
- GS4 (2015-présent), SUV compact
  - GS4 PHEV (2017-présent), variante PHEV de la GS4
- GS4 Plus (2011-présent), SUV compact
- Emkoo (2023-présent), SUV compact
- GS8 (2016-présent), SUV intermédiaire
  - ES9 (2023-présent), SUV intermédiaire, variante PHEV du GS8 II

### Modèles passés

#### Berlines
- GA3 (2013-2014), berline compacte remplacée par la GA3S
  - GA3S (2014-2019), berline compacte remplaçant la GA3
    - GA3S PHEV (2016-2019), variante PHEV du GA3S
- GA4 (2018-2022), berline compacte remplaçant la GA5
- GA5 (2010-2018), berline compacte remplacée par la GA4
  - GA5 PHEV (2014-2018), variante PHEV du GA5
- GA6 (2014-2023), berline intermédiaire
- GA8 (2015-2023), grande berline

#### SUV
- GE3 (2017-2020), variante électrique de la GS3

- GS4 EV (2017–2019), SUV compact, variante électrique de la GS4
- GS4 Coupe (2019–2023), SUV coupé, variante de la GS4
- GS5 (2018-2021), Suv compact plus tard renommé GS4 Super
- GS5S (2014–2018), SUV compact
- GS7/GS8S (2017–2021), SUV intermédiaire

### Concept cars
- 2ALL (2018), citadine

- 2U (2018), citadine
- 2US (2018), citadine
- E-Jet (2014), berline compacte
- E-Linker (2011), berline compacte
- EnLight (2016), voiture de sport
- Enpulse (2020), voiture de sport
- Time (2021), grande berline
- EnSpirit (2017), SUV compact

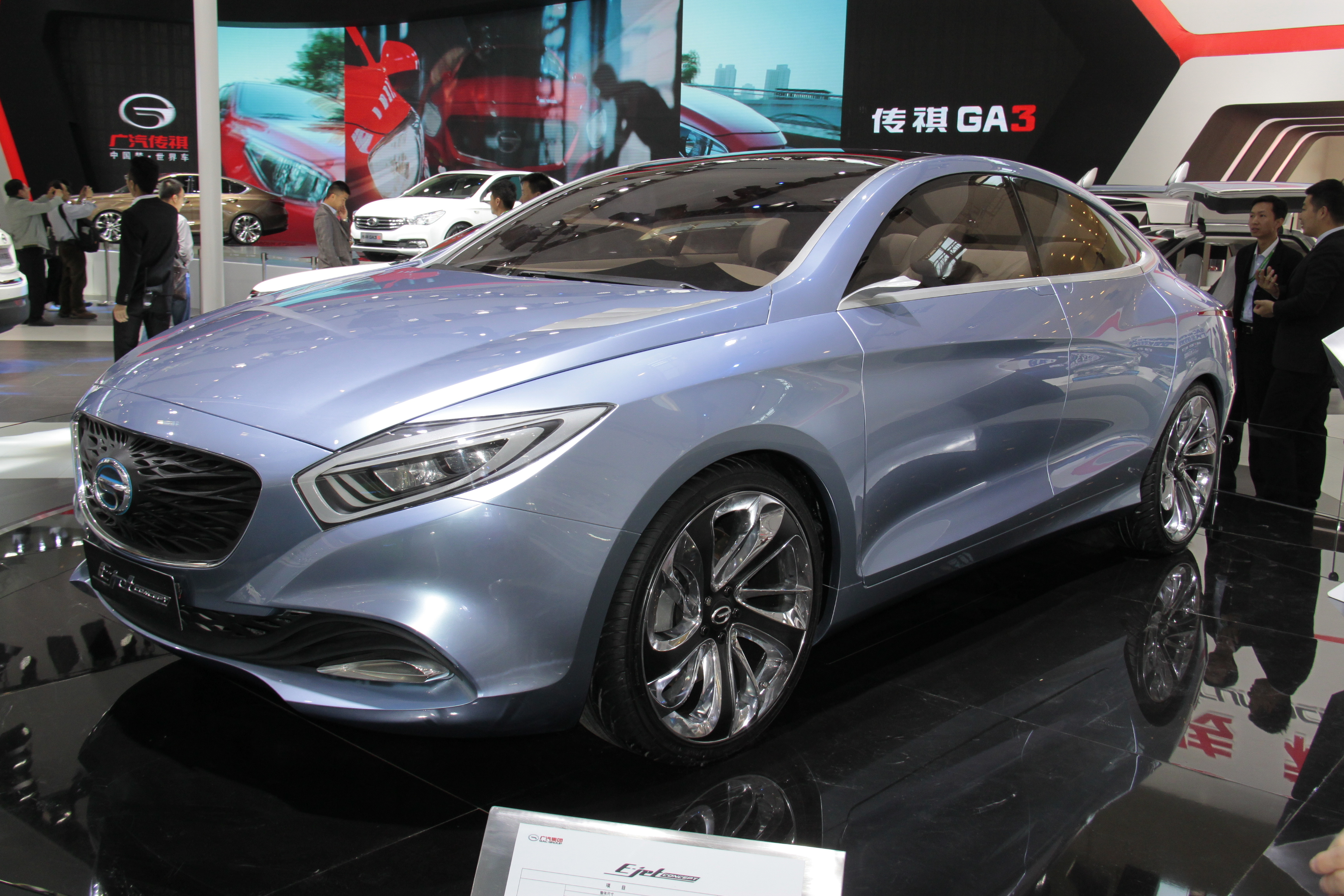
Le concept de berline électrique hybride à autonomie étendue Trumpchi NEV E-Jet

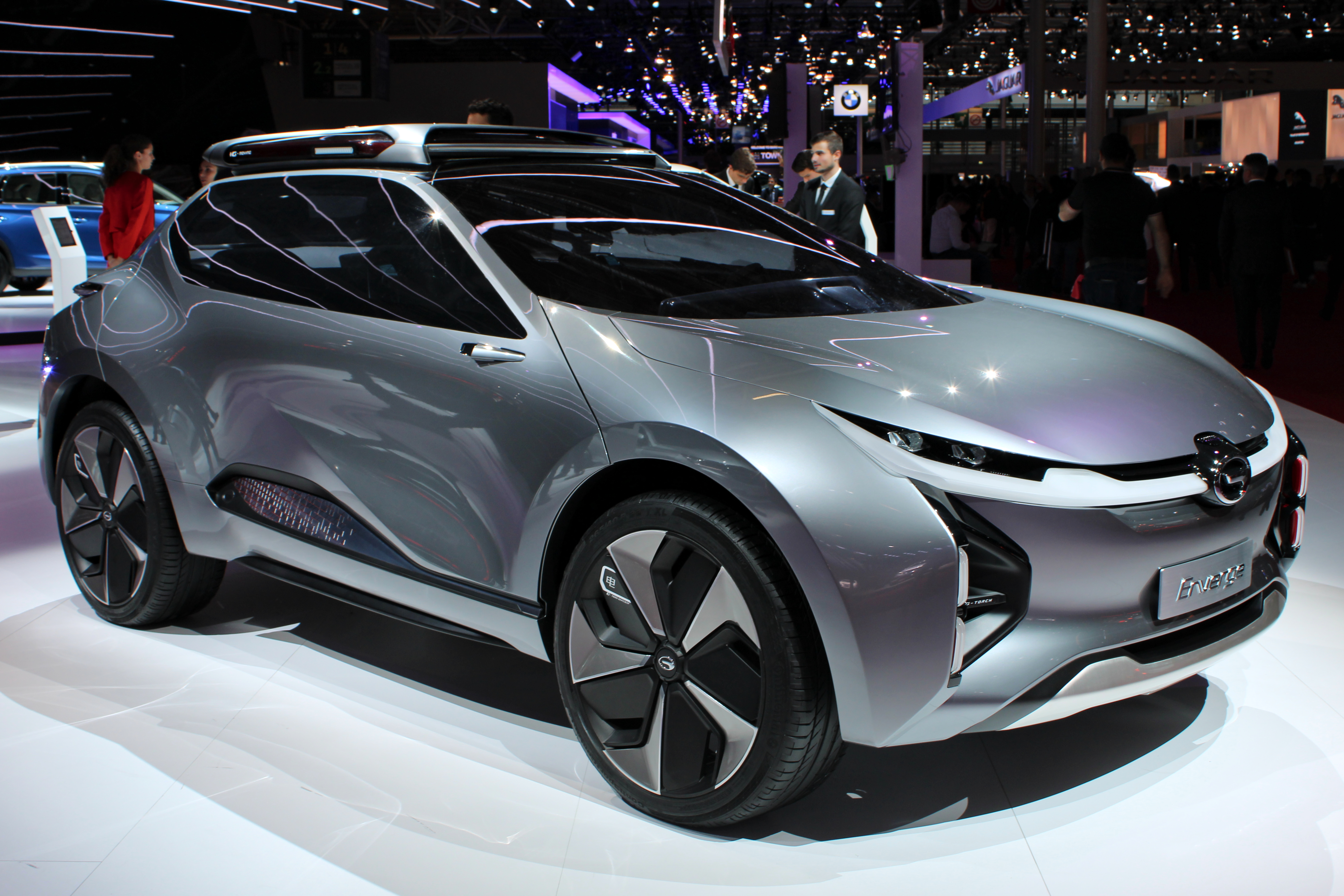
Concept Enverger

- Entranze (2019), monospace compact
- Enverge (2018), SUV compact
- Concept GA6 (2014), berline intermédiaire
- i-Lounge (2015), mini-fourgonnette
- iSPACE (2017), monospace compact
- Space Concept (2022), mini-fourgonnette
- Moca (2020), compacte
- VIP Lounge (2009), berline compacte
- WitStar (2015), SUV compact
- X-Power (2009), SUV compact

## Ventes
En 2011, 17 000 véhicules Trumpchi ont été vendus en Chine, le seul marché sur lequel ils étaient alors disponibles. Au total, environ 32 000 véhicules Trumpchi ont été vendus en 2012.
En septembre 2012, GAC a annoncé que les exportations de voitures Trumpchi vers des marchés tels que l'Europe de l'Est, le Moyen-Orient, l'Amérique du Sud et l'Asie du Sud-Est commenceraient en 2013.
En 2017, la marque a vendu près de 500000 voitures.
Lors du Salon automobile de Détroit 2018, la marque annonce vouloir se lancer aux États-Unis mais en changeant de nom afin d'éviter toute polémique avec le nom de Donald Trump. Elle voudrait commercialiser la GS4 en 2019.